# DBAG Class 641
DBAG Class 641 (VT641) — клас німецьких залізничних транспортних засобів, що експлуатуються Deutsche Bahn. 
Це дизельні автомотриси серії Alstom Coradia A TER. 
Їх розробка почалася як спільний проект між Deutsche Bahn і SNCF, з одного боку, і виробниками залізничних транспортних засобів De Dietrich Ferroviaire і Alstom Transport Deutschland, з іншого, обидва є дочірніми компаніями Alstom.
Сорок одиниць цього класу було доставлено Deutsche Bahn, чотири з яких були виведені з експлуатації через аварії.
Вагони оснащені центральними буферними зчепами. 
Розташування двох двигунів перед візками, опуклий зовнішній вигляд кузова автомотриси та великі цільні поворотні двері надають транспортному засобу його характерного вигляду, за який він отримав прізвисько Walfisch (Кит).
Використовуються в Баден-Вюртемберзі на Високорейнській залізниці — між Базель-Бадішер і Лаухрінген — і в Тюрингії в Ерфурті, на лініях, включно з Шварцтальбаном між Роттенбах та Кацгютте, на Ерфуртбан між Земмерда і Гросгерінген, залізниці Фрідріхрода між Фрідріхрода і Фретштедт, на лінії від Заальфельда до Бланкенштайна та залізниці Гота – Грефенрода.

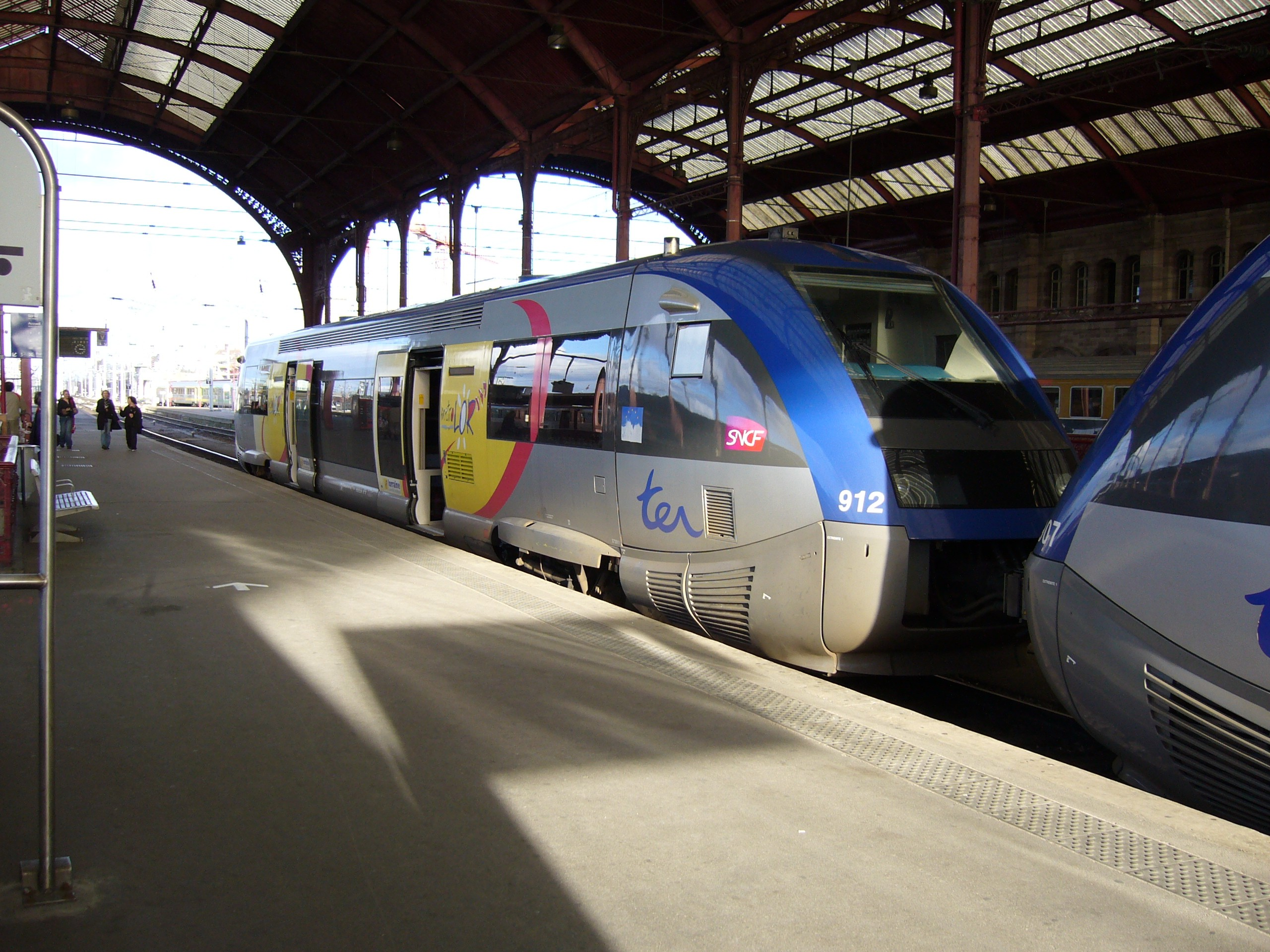
SNCF X 73900 на станції Страсбург-Віль що працює на Європабан до а

Інші автомотриси серії Alstom Coradia A TER були доставлені з Рейшсоффена до французького SNCF і люксембурзького CFL. 
Ці транспортні засоби класифікуються SNCF як SNCF Class X 73900. 
Для транскордонного руху між Німеччиною та Францією було придбано ще 19 одиниць моделі ATER 73900, два з яких (73914 і 73915) були оплачені Сааром і пофарбовані в червоний колір.